# 浮気町
浮気町（ふけちょう）は、滋賀県守山市にある町である。郵便番号は524-0033。浮気、グランドメゾン守山、レックス弐番館の3自治会に分かれている。「うわき」と誤読されやすい珍地名・難読地名として有名。

## 地理
守山市南東部に位置し、栗東市と接する。北で吉身、北東で岡町、南東で栗東市出庭、南で千代町、南西で勝部町、西で勝部、北西で梅田町と隣接する。JR守山駅に近いことから、近年高層マンションが建てられ人口が増加している。
野洲川の伏流水が湧き出す土地で、守山川・美戸津川・十二郷用水の水源地であり、古くからゲンジボタルの生息地として知られる。現在も集落内には水路が巡り、ハリヨの保全活動やコイの飼育も行われている。元は野洲川沿いの湿地帯で、野洲川の堆積土から良質な粘土が得られたため、1918年（大正7年）から1971年（昭和46年）まで江州煉瓦が操業していた。

## 歴史
古代の近江国栗太郡物部郷の一部。中世には北条氏の出である浮気氏の本拠地となり、現在の住吉神社の位置に浮気城があった。浮気氏は後醍醐天皇や六角氏に仕え、元亀元年（1570年）の野洲河原の戦いでは六角義賢らと共に織田信長勢と争って敗れたが、六角氏滅亡後は織田氏や豊臣氏に仕えて存続した。江戸時代には、初めは刈谷藩の稲垣氏が治めたが、のちに酒井氏の領地となった。1880年（明治13年）の『滋賀県物産誌』によると、当時の浮気村の戸数は38戸、人口は169人で、全戸が農家であったという。

### 沿革
- 1872年（明治5年）9月28日（旧暦） - 滋賀県が発足。栗太郡浮気村。
- 1889年（明治16年）7月10日 - 近隣村と合併し、栗太郡物部村が発足。栗太郡物部村大字浮気。
- 1941年（昭和16年）7月10日 - 物部村が野洲郡守山町と合併し消滅。野洲郡守山町大字浮気。
- 1970年（昭和45年）7月1日 - 守山町が市制施行し、守山市発足。守山市浮気町。

### 地名の由来
湿地帯で湧水が多く、水蒸気が漂う土地であることから名付けられたとされる。ふやける

## 世帯数と人口
2019年（令和元年）8月31日現在の世帯数と人口は以下の通りである。
| 町丁   | 世帯数    | 人口    |
| ------ | --------- | ------- |
| 浮気町 | 1,281世帯 | 3,070人 |

### 人口の変遷
国勢調査による人口の推移。
| 1995年（平成7年）  | 2,896人 | [ 5 ] |  |
| 2000年（平成12年） | 2,785人 | [ 6 ] |  |
| 2005年（平成17年） | 2,785人 | [ 7 ] |  |
| 2010年（平成22年） | 2,888人 | [ 8 ] |  |
| 2015年（平成27年） | 2,933人 | [ 9 ] |  |

### 世帯数の変遷
国勢調査による世帯数の推移。
| 1995年（平成7年）  | 913世帯   | [ 5 ] |  |
| 2000年（平成12年） | 932世帯   | [ 6 ] |  |
| 2005年（平成17年） | 932世帯   | [ 7 ] |  |
| 2010年（平成22年） | 1,098世帯 | [ 8 ] |  |
| 2015年（平成27年） | 1,180世帯 | [ 9 ] |  |

## 交通
- JR東海道本線（琵琶湖線）守山駅東口から徒歩数分
- 草津・栗東・守山くるっとバス 浮気バス停、浮気東口団地前バス停
- 滋賀県道11号守山栗東線
- 滋賀県道157号高野守山線

## 施設

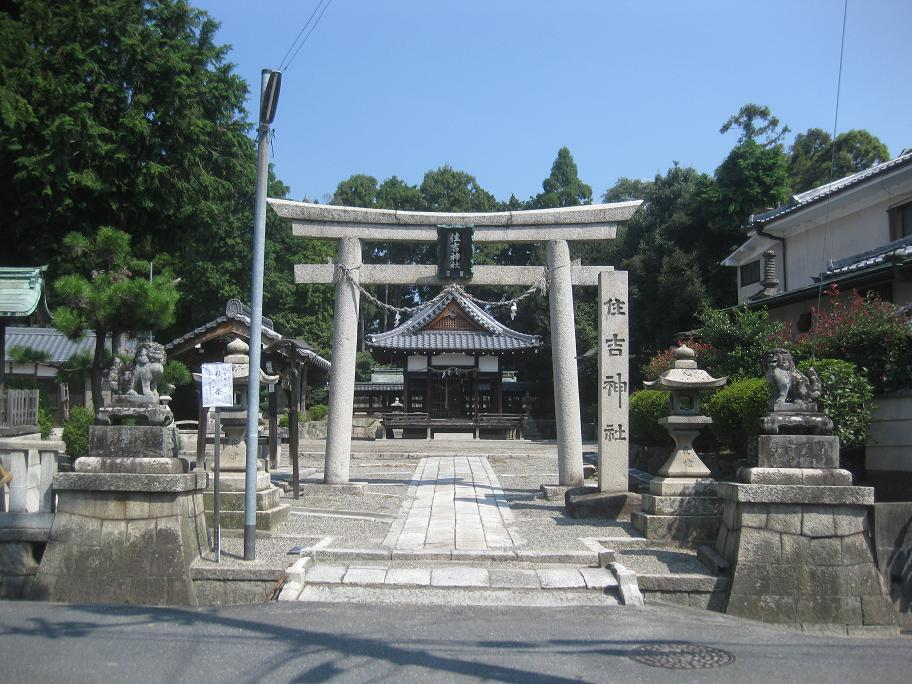
住吉神社

- 住吉神社 - 承久2年に浮気定勝が本殿を建て、寛永16年に再建されたと伝わる。毎年1月第2土曜日には火まつりが催される（滋賀県選択無形民俗文化財）。
- 源昌寺 - 曹洞宗寺院。貞治2年に酒井氏が開基した酒井氏の菩提寺で、元禄4年に川越から移された。かつては雲水（修行僧）が多く修行していた。
- 仏母庵 - 曹洞宗寺院。
- 雲蔵寺 - 浄土真宗大谷派寺院。慶長16年に教随が開基。
- 守山市立浮気保育園
- 守山浮気郵便局
- 滋賀銀行守山東出張所

## その他

### 日本郵便
- 郵便番号 : 524-0033[3]（集配局：近江守山郵便局[10]）。

## その他
「多数の異性に心を移す既婚者の心理」
を表す「浮気」に掛けて本町の名称がTIS株式会社の新幹線の車内広告に採用されている。

## 註
1. ↑  TIS「単身赴任で『浮気町』に住むのは...」